# Onesia
Onesia is een geslacht van insecten uit de familie van de Bromvliegen (Calliphoridae), die tot de orde tweevleugeligen (Diptera) behoort.

## Soorten
- O. austriaca Villeneuve, 1920
- O. canescens Villeneuve, 1926
- O. floralis Robineau-Desvoidy, 1830
- O. kowarzi Villeneuve, 1920
- O. zumpti Schumann, 1964